# Överkalix kyrka
Överkalix kyrka är en kyrkobyggnad som tillhör Överkalix församling i Luleå stift. Kyrkan ligger mitt i Överkalix samhälle. Intill kyrkan ligger församlingshemmet från 1978 och på andra sidan gatan ligger kommunhuset.

## Kyrkobyggnaden
Första kyrkan uppfördes 1636. Ett år senare brann första kapellet, 1690 brann andra och 1939 förstördes kyrkan av ytterligare av brand. Den nuvarande kyrkan är den femte på plats, den invigdes 1943. Ansvarig arkitekt var Einar Lundberg.
Kyrkan är byggd av sten och består av ett långhus med nordöstlig - sydvästlig inriktning. I nordost finns ett vapenhus med ett kraftigt torn ovanpå och i sydväst finns ett smalare kor. Kyrkorummet är indelat i tre skepp. Innertaket ovanför långhus och kor täcks av ett trätunnvalv. Koret ligger fem trappsteg högre än övriga kyrkorummet. Korväggens stora muralmålning är utförd av Torsten Nordberg i Stockholm. Dess motiv är Kristi himmelsfärd.

## Inventarier
- Orgeln är tillverkad av Grönlunds Orgelbyggeri och samtida med kyrkan.
- Predikstolen med platt baldakin är samtida med kyrkan. Målningarna på predikstolen är utförda av Fridtiof Erichsson. De föreställer såningsmannen i mitten som flankeras av Martin Luther, Olaus Petri, Lars Levi Læstadius och Carl Olof Rosenius.
- Dopfunten är huggen i sten från trakten. Funten bär en inskrift från Markus 10:13-14 som handlar om Jesus och barnen.
- Kyrkklockorna på 700 kg och 400 kg är omgjutna från tidigare kyrkklockor som förstördes när gamla kyrkan brann.